# Bogáncsformák
A bogáncsformák (Carduoideae) az őszirózsafélék (Asteraceae) családjának egyik alcsaládja. Az alcsaládnak több leírása ismert, általában a Cynareae-t és néhány más nemzetségcsoportot sorolnak ide.  Képviselői világszerte előfordulnak, de legnagyobb számban az észeki féltekén, különösen Eurázsia és Észak-Afrika területén.
Többnyire lágyszárú (egy-, kétéves és évelő), ritkában fás szárú cserjék, elvétve fák találhatók köztük. Fészkes virágzatuk többnyire poliszimmetrikus, a csöves virágok mélyen karéjosak, a pollenek sima felszínűek (psilate), belső tektátussal. A kromoszómaszám n=12.
Számos taxon esetében a külső, peremen lévő csővirágok nagyobb méretűek, és többé-kevésbé zigomorfak.

## Rendszerezése
A Tahtadzsján-rendszer, Reveal szerint, a Cynareae-n kívül 10 nemzetségcsoportot sorol ide: Arctotideae, Barnadesieae, Carlineae, Katángrokonúak, Echinopeae, Eremothamneae, Gundelieae, Liabeae, Mutisieae és Vernonieae. Ebből a 11-ből hetet a Thorne-rendszer (1992) is átvesz az alcsalád 8 nemzetségcsoportos leírásában: ő a Cardueae (Cynareae), Arctotideae, Cichorieae, Eremothamneae, Liabeae, Mutisieae és Vernonieae nemzetségcsoportok mellett a Tarchonantheae-t sorolja ide.
Panero és Funk 2002-es, kloroplasztiszgéneken alapuló molekuláris filogenetikai osztályozása alapján, az APG III-rendszerrel megegyezően, mindössze három nemzetségcsoport tartozik ide: Cynareae, Dicomeae (Panero és Funk tanulmánya alapján létrehozva, benne a Dicoma, Erythrocephalum, Gladiopappus, Macledium, Cloiselia, Pasaccardoa és Pleiotaxis nemzetségekkel) és a Tarchonantheae (Tarchonanthus és Brachylaena nemzetségek).

Az Oldenburgia nemzetség esetleg szintén az alcsaládba tartozhat, de ezt a rendelkezésre álló adatok nem támasztják alá egyértelműen.
53-83 nemzetség 2500-2800 faja tartozik az alcsaládba. Ezek három nemzetségcsoportba sorolhatók:
- Tribus Cynareae Lam. & DC. (Syn.: Cardueae Cass.): 5 alnemzetségcsoport kb. 72 nemzetsége és 2500 faja, ami az alcsalád fajainak kb. 90%-át jelenti.

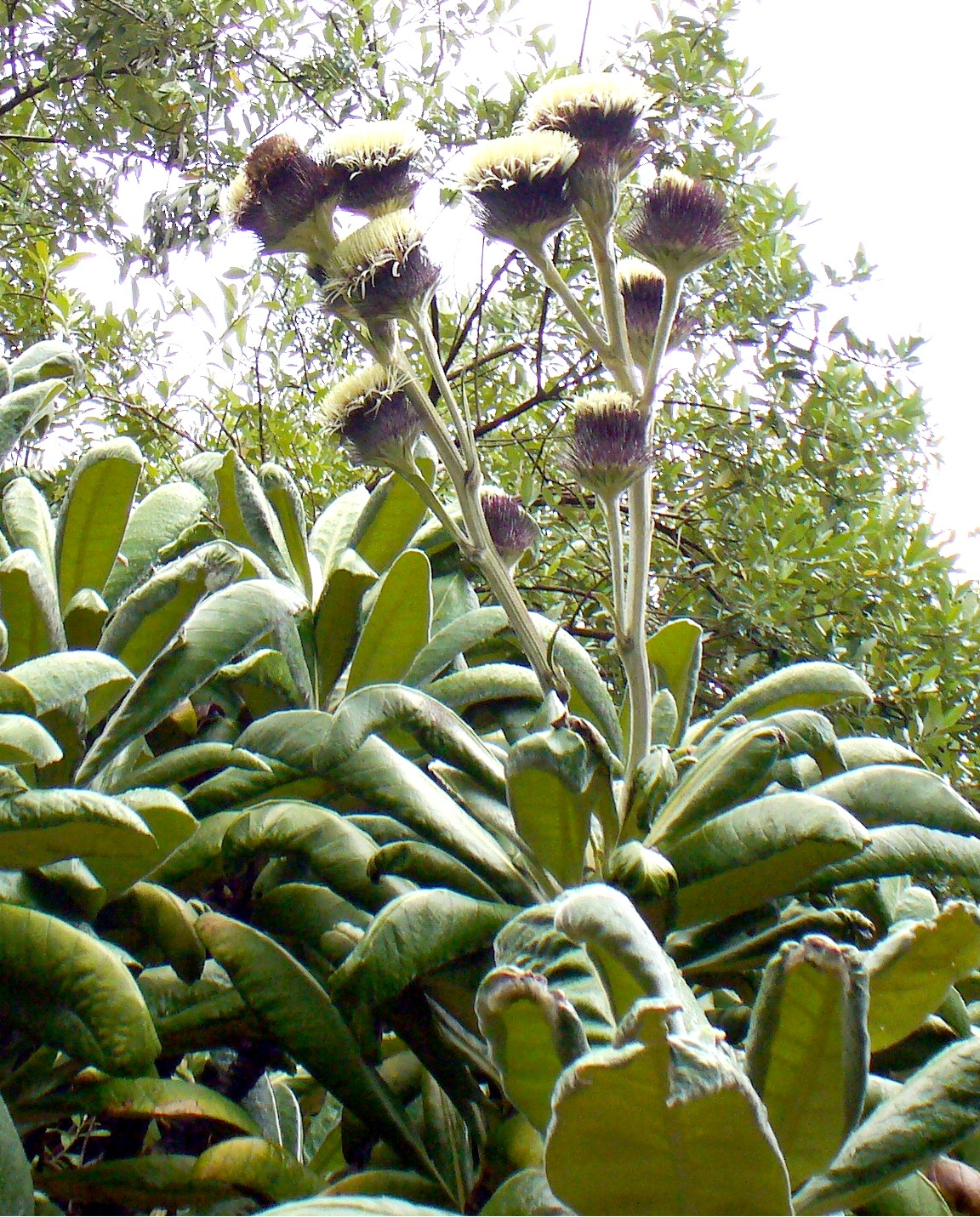
Oldenburgia grandis

- Tribus Dicomeae Panero & V.A.Funk: kb. 7 nemzetséggel:
  - Cloiselia S.Moore
  - Dicoma Cass.: mintegy 65 faj.
  - Erythrocephalum Benth.
  - Gladiopappus Humbert: egyetlen fajjal:
    - Gladiopappus vernonioides Humbert

  - Macledium Cass.
  - Pasaccardoa Kuntze
  - Pleiotaxis Steetz
- Tribus Tarchonantheae Panero & V.A.Funk: 3 nemzetséggel:
  - Brachylaena R.Br.
  - Oldenburgia Less.
  - Tarchonanthus L.

## Fordítás
- Ez a szócikk részben vagy egészben a Carduoideae című angol Wikipédia-szócikk ezen változatának fordításán alapul.  Az eredeti cikk szerkesztőit annak laptörténete sorolja fel. Ez a jelzés csupán a megfogalmazás eredetét és a szerzői jogokat jelzi, nem szolgál a cikkben szereplő információk forrásmegjelöléseként.
- Ez a szócikk részben vagy egészben a Carduoideae című német Wikipédia-szócikk ezen változatának fordításán alapul.  Az eredeti cikk szerkesztőit annak laptörténete sorolja fel. Ez a jelzés csupán a megfogalmazás eredetét és a szerzői jogokat jelzi, nem szolgál a cikkben szereplő információk forrásmegjelöléseként.